# Clemente Russo
Pour les articles homonymes, voir Russo.
Clemente Russo, né le 27 juillet 1982 à Caserte en Campanie, est un boxeur amateur Italien évoluant dans la catégorie poids lourds (moins de 91 kg).

## Biographie
Vainqueur des Jeux méditerranéens en 2005, Clemente Russo remporte le titre mondial en 2007 en battant en finale le russe Rakhim Chakhkiev.
Cette performance lui permet de se qualifier pour les Jeux olympiques d'été de 2008 organisés à Pékin. Russo parvient jusqu'en finale mais échoue aux points contre Chakhkiev.
Il poursuit sa carrière amateur tout en participant à une compétition semi-professionnelle en 2010 et 2011, les World Series of Boxing, au sein de la franchise Milano Thunder. Bien que son équipe soit éliminée lors de la phase de poule, il termine premier de sa catégorie ce qui lui offre sa participation aux Jeux de Londres en 2012. Médaillé d'argent à Londres, Russo remporte l'année suivante un second titre de champion du monde à Almaty.
Il est l'acteur principal, en tant que boxeur, du film Tatanka, mais comme il appartenait alors (en 2011) au groupe sportif des Fiamme Oro (police), il est suspendu pendant six mois de la Police nationale. Selon le quotidien Il Mattino, il aurait été suspendu pour des scènes du film qui auraient pu nuire à l'image de la police mais cette dernière a démenti, en soutenant que cette suspension serait uniquement due au non-respect des règles d'autorisation pour participer à un film.
En 2016 il participe à Grande Fratello VIP.

## Palmarès

### Jeux olympiques
- Médaille d'argent en -91 kg en 2012 à Londres, Angleterre
- Médaille d'argent en -91 kg en 2008 à Pékin, Chine

### Championnats du monde
- Médaille d'or en -91 kg en 2013 à Almaty, Kazakhstan
- Médaille d'or en -91 kg en 2007 à Chicago, États-Unis

### Jeux méditerranéens
- Médaille d'or en -91 kg en 2009 à Pescara, Italie
- Médaille d'or en -91 kg en 2005 à Almeria, Espagne